# Остина (Фиренца)
Остина је насеље у Италији у округу Фиренца, региону Тоскана.
Према процени из 2011. у насељу је живело 32 становника. Насеље се налази на надморској висини од 263 м.